# Grasspin
Grasspin è un videogioco arcade sviluppato e pubblicato da Zilec Electronics nel 1983. Il titolo venne concesso in licenza alla Jaleco per la distribuzione in Giappone. È accreditato a Christopher Stamper e John Lathbury ed è uno dei quattro giochi da sala che hanno realizzato i fratelli Stamper.

## Modalità di gioco
Il gameplay di Grasspin è simile a quello di Lady Bug. Il personaggio controllato dal giocatore spinge i muri per cambiare la disposizione del labirinto tra corridoi verticali e orizzontali. L'obiettivo del gioco è raccogliere tutte le bandiere con le lettere in ordine alfabetico prima che i nemici inseguitori lo raggiungano. Sono disponibili anche salvagenti, che in realtà sono proiettili per una fuga rapida. I muri rossi iniziano anche ad apparire nei labirinti più alti, in cui il personaggio perde una vita se spinto.
Grasspin presenta uno schermo che si muove leggermente a sinistra e a destra, rivelando una striscia fluviale su entrambi i lati. Se il personaggio del giocatore indossa un giubbotto di salvataggio, può tuffarsi nel fiume e lasciarsi trasportare dalla corrente per sfuggire agli inseguitori.